# ACF Gloria Bistrița
ACF Gloria Bistrița, pe scurt Gloria Bistrița, a fost un club de fotbal din Bistrița, România. În palmaresul echipei se află o Cupă a României câștigată în 1994 și încă o finală a Cupei României jucată în 1996.

## Istoric

### Inceputul
Sub numele de Gloria, gruparea sportivă s-a întemeiat la Bistrița în ziua de 6 iulie 1922. Până în anul 1950, echipa nu a avut performanțe notabile, ea activând în Liga de Nord. După această dată, sub numele de Progresul, a activat până în anul 1958, când revine la denumirea de Gloria.
În anul 1954, la Sibiu, echipa participă la barajul de promovare în Liga II, unde ratează de puțin promovarea, deși în formație figurau și viitorii internaționali din echipa României, frații Anton și Dumitru Munteanu.
Începând cu toamna anului 1956 începe un puternic reviriment în cadrul echipei. La Bistrița sosește direct de la echipa națională a României antrenorul Augustin Botescu. Odată cu el o serie de jucători consacrați se transferă la Gloria: Copil Ilie, Zeana Stere, Marin, Botescu jr. și alții. Pentru studii universitare vor pleca de la Gloria și vor activa la "U" Cluj jucătorii: Horațiu Moldovan, Paul Marcu, Victor Ivanovici.
În anul 1957 se promovează în Divizia C, iar în anul următor se promovează în divizia secundă B cu un lot standard: Radu (Stamate), Caizer, Pădureanu (actualul președinte al clubului), Ivanenko, Kovacs, Zsiriak, Schlesinger, Vasilescu, Botescu, Firică, Rădulescu, Marin, dr.Copil, ing. Zeana.
În această perioadă își face debutul Ciocan Victor, cel care douăzeci de ani va fi de departe liderul de valoare al echipei Gloria.
Începând cu 1961, pentru un deceniu urmează decăderea echipei, până la nivel de campionat regional. În această perioadă se dispută la Bistrița în anul 1962 primul joc internațional: Gloria - Metropol (Brazilia) 0-2.
În anul 1970, sub conducerea antrenorului Titi Popescu, echipa promovează pentru a doua oară în divizia secundă (B) iar, după o vremelnică retrogradare de un an (sezonul 1974-1975 în divizia C), promovează sub conducerea antrenorului Gh. Nuțescu, pentru a treia oară în divizia B.
Timp de 15 ani (1975-1990) Gloria va juca un rol de frunte în eșalonul secund al campionatului României, cu un lot din care făceau parte la un moment dat printre alții: Victor Ciocan, V. Moga, M. Salomir, G. Butuza, A. Florea, Gh. Hurloi, D. Nicolae, I. Nicolae, M. Damian, I. Berceanu, T. Ivan, A. Nalați, N. Manea, I. Ciocan, E. Voica, Gh. Roman, V. Săsărman, D. Iftodi și alții.
În această perioadă se reorganizează selecția și pregătirea juniorilor. Apar o serie de fotbaliști dotați, care vor face carieră fotbalistică de excepție ca: Gavril Pele Balint (care va juca la Steaua București, iar mai târziu la Real Burgos-Spania), Sebastian Moga (Dinamo Buc), Dorel Zegrean, Viorel Moldovan.
Anul 1990, după îndelungate eforturi, va aduce echipa Gloria sub conducerea antrenorului Remus Vlad, pe prima scenă fotbalistică a României, Liga 1.

### Promovare în divizia superioară și cupele europene
Gloria a câștigat promovarea în prima ligă a României, Divizia A (acum Liga I ), în 1990 sub antrenorul Remus Vlad, iar apoi echipa a jucat la acel nivel fără întrerupere până în 2011. În acest timp, clubul a oferit și fotbalului românesc jucători remarcabili precum ca Viorel Moldovan , Gavril Balint , Lucian Sânmărtean , Ciprian Tătărușanu , Emilian Dolha , Cristian Coroian , and others. După ce a început oarecum timid în prima divizie, în 1993 Gloria a terminat pe locul cinci și a reușit să obțină calificarea în premieră la o competiție internațională europeană, Cupa UEFA . Au remizat 0-0 cuMaribor acasă, dar au fost eliminați după o înfrângere cu 2-0 pe deplasare în manșa secundă. În 1994, Gloria Bistrița a câștigat Cupa României după ce a învins Universitatea Craiova cu scorul de 1–0. În ciuda faptului că a terminat pe locul șapte, datorită câștigării finalei cupei, Gloria s-a calificat în Cupa Cupelor UEFA . Ei au învins-o pe viitorul câștigător al Cupei UEFA Real Zaragoza cu 2–1 la Bistrița , dar au fost eliminați după ce au pierdut cu 4–0 pe Estadio La Romareda . După o absență de un sezon, deși terminase pe locul 12, Gloria a revenit în Cupa Cupelor UEFA după ce a pierdut cu 3–1 în finala Cupei României împotriva campioanei ligii Steaua București .. Ei s-au calificat peste runda inaugurală după ce au învins Valletta FC cu scorul de 2–1 în ambele manșe. În primul tur propriu-zis, Gloria a remizat cu 1–1 la Bistrița împotriva giganților italieni Fiorentina , dar a fost eliminată prin pierderea cu 1–0 la Florența .
În 1997, Gloria și-a făcut debutul în Cupa UEFA Intertoto . În faza grupelor, jucând în grupa 10, au terminat pe locul patru (din 5 echipe), după ce au pierdut împotriva Montpellier (1–2), Čukarički Stankom (3-2) și Groningen (4–1) și au câștigat împotriva Spartak Varna (2–1). În 2000, Gloria a câștigat Cupa Ligii , scor 3–1 la penalty-uri, după ce a remizat 2–2 după prelungiri împotriva FCM Bacău . Apoi nu s-au calificat în turul doi al Cupei Intertoto 2001, după ce au pierdut cu 1-0 în Finlanda cu Jazz Pori și au câștigat cu 2–1 la Bistrița. În 2002, Gloria s-a calificat în turul al treilea pentru prima dată după eliminareUnion Luxembourg (2–1 la Bistrița și 0–0 la Luxemburg) și Teuta Durrës (3–0 la Bistrița și 0–1 în Albania), dar au fost eliminate de Lille (2–0 la ambele manșe). În 2003, Gloria Bistrița a încheiat sezonul ligii la egalitate de puncte cu FC Brașov pe locul trei, cea mai bună performanță a clubului vreodată, și s-a calificat în turul doi al Cupei Intertoto după ce a eliminat Bangor City (0–1 în Țara Galilor și 5–2 în Țara Galilor). Bistrița), dar echipa a fost în cele din urmă eliminată de Brescia (1–2 în Italia și 1–1 la Bistrița).
În 2005, Gloria a obținut cele mai bune rezultate europene de până acum împotriva lui Olympiakos Nicosia : 5-0 în Cipru (cea mai bună victorie europeană în deplasare) și 11-0 la Bistrița (cea mai bună victorie europeană acasă). În 2007, Gloria și-a încheiat afacerea cu competiții europene. În Cupa Intertoto 2007, au eliminat OFK Grbalj (2–1 la Bistrița și 1–1 în Muntenegru ) și Maccabi Haifa (2–0 la Bistrița și 0–2 în Israel , 3–2 la penalty-uri), dar apoi au pierdut Meciul final al Cupei (în regiunea sud-mediteraneană) împotriva lui Atlético Madrid . Chiar dacă a învins Atlético, 2-1 la Bistrița,  a pierdut cu 1–0  la Madrid, și astfel, cu 2–2 la general, spaniolii s-au impus pe regula golurilor în deplasare  După 2007, Gloria și-a schimbat obiectivul, de la competițiile europene la evitarea retrogradării. În 2011, Gloria a retrogradat în Liga II după ce nu a reușit să obțină licența pentru sezonul următor .

### Insolvență
Problemele de finanțare ale Gloriei s-au agravat. Cu toate acestea, Gloria Bistrița a rezistat pe teren și a terminat secundă în divizia a doua, câștigând astfel din nou promovarea în Liga I , sub conducerea antrenorului Nicolae Manea . În sezonul următor , însă, Gloria a avut cel mai prost record în prima divizie, terminând pe locul 18 și a retrogradat din nou. După a doua retrogradare, Manea a părăsit clubul pentru a-l antrena pe Corona Brașov , luând cu el pe foști atacanți Gloria, Cristian Coroian și Sandu Negrean , ca director tehnic, respectiv antrenor principal, cu obiectivul declarat de promovare.
Pe 25 iulie 2014, Gloria a fost retrogradată în Liga a III-a, din cauza multor probleme financiare, și și-a schimbat numele din ACF Gloria 1922 Bistrița în Gloria Progresul Bistrița.
Pe 3 august 2015, clubul a fost retrogradat în Liga V, din cauza multor probleme financiare, și a dat faliment.

### Succesori
După falimentul ACF Gloria 1922 Bistrița s-a format un nou club, AF Gloria Bistrița , cunoscută și sub numele de Academia Gloria , club care a dorit să continue tradiția fotbalistică a Gloriei și a avut și o rivalitate pe termen scurt cu FC Bistrița , o altă echipă care și-a dorit să lupte pentru supremația în oraș. În cele din urmă, FC Bistrița a câștigat bătălia și a promovat în Liga a III -a , dar din lipsă de fonduri echipa sa retras în a doua parte a sezonului și s-a dizolvat la scurt timp după. Moartea celui care a condus-o pe Gloria zeci de ani, Jean Pădureanu, părea a fi ultima lovitură de ciocan pentru fotbalul din Bistrița. Academia Gloria a fost un proiect disputat încă de la început, noul logo care înfățișa un struț cu o minge la picioare a fost de mult contestat atât de mass-media, cât și de suporteri.  Chiar dacă echipa a reușit să promoveze din Liga V în Liga IV în primul său an, a rămas la acest nivel pentru următorii doi. Lipsa rezultatelor, lipsa de interes pentru a obține marca ACF Gloria 1922 Bistrița (să devină succesorul oficial) și lipsa de profesionalism la nivel de conducere au îndepărtat atât suporterii, cât și autoritățile locale din această echipă, care a fost în cele din urmă dizolvată în vara anului 2018.
În vara lui 2018 când se părea că situația avea deja o notă de apatie și resemnare, ACS Dumitra , multiplă campioană a județului Bistrița-Năsăud și totodată campioană a sezonului trecut, a anunțat că și-a schimbat numele în 1. FC. Gloria Bistrița . Noul președinte al clubului s-a numit Ioan Horoba, care a fost și director sportiv al ACF Gloria 1922 Bistrița, în epoca lui Pădureanu.  În lot s-au găsit jucători care au avut succes cu vechiul club precum: Sergiu Costin , Alin Chibulcutean , Sergiu Mândrean sau Adrian Nalați. 1. FC Gloria a mai anunțat că pe viitor ar dori să cumpere marca ACF Gloria 1922 Bistrița și să devină succesorul său oficial.

## Clasari
| Ediția    | Poziția | Jocuri      | Golaveraj | Puncte |  |
| --------- | ------- | ----------- | --------- | ------ |  |
| 1990/1991 | 5       | 34 15-7-12  | 51-38     | 37     |  |
| 1991/1992 | 11      | 34 13-7-14  | 44-40     | 33     |  |
| 1992/1993 | 5       | 34 15-5-14  | 45-41     | 35     |  |
| 1993/1994 | 7       | 34 16-3-15  | 47-43     | 35     |  |
| 1994/1995 | 6       | 34 16-4-14  | 66-59     | 52     |  |
| 1995/1996 | 11      | 34 14-3-17  | 41-38     | 45     |  |
| 1996/1997 | 13      | 34 11-8-15  | 38-35     | 41     |  |
| 1997/1998 | 11      | 34 13-5-16  | 57-63     | 44     |  |
| 1998/1999 | 11      | 34 12-7-15  | 55-60     | 43     |  |
| 1999/2000 | 6       | 34 17-2-15  | 54-49     | 53     |  |
| 2000/2001 | 6       | 30 13-4-13  | 44-42     | 43     |  |
| 2001/2002 | 9       | 30 13-2-15  | 29-41     | 41     |  |
| 2002/2003 | 3       | 30 13-6-11  | 32-33     | 45     |  |
| 2003/2004 | 12      | 30 9-8-13   | 36-48     | 35     |  |
| 2004/2005 | 13      | 30 9-5-16   | 38-46     | 32     |  |
| 2005/2006 | 11      | 30 11-6-13  | 27-34     | 39     |  |
| 2006/2007 | 6       | 34 16-6-12  | 42-35     | 54     |  |
| 2007/2008 | 14      | 34 10-7-17  | 30-56     | 37     |  |
| 2008/2009 | 13      | 34 11-5-18  | 17-28     | 38     |  |
| 2009/2010 | 11      | 34 10-11-13 | 35-46     | 41     |  |
| 2010/2011 | 14      | 34 8-11-15  | 34-49     | 35     |  |

## Structura

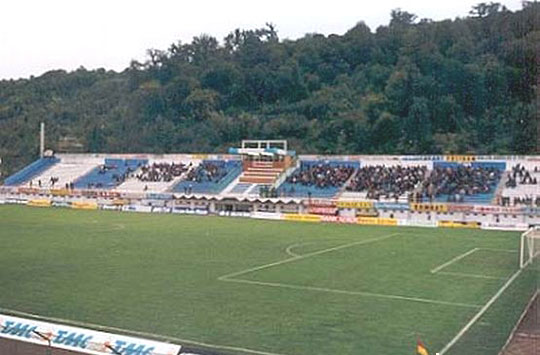
Stadionul Gloria

Primul stadion al orașului Bistrița a fost improvizat pe un fost aerodrom militar, după anul 1920. În 1929, conducerea clubului Gloria face demersurile necesare pentru închirierea și amenajarea arenei sportive de lângă uzina electrică. În data de 29 mai 1930, a fost inaugurat stadionul, în cadrul unui eveniment care a cuprins un meci de fotbal între Gloria și echipa liceului din Năsăud, dar și concursuri sportive. 
În data de 18 decembrie 2008, ACF Gloria 1922 Bistrița a organizat o importantă festivitate de omologare și inaugurare a lucrărilor de modernizare și consolidare efectuate la Stadionul Municipal Gloria, care răspund cerințelor exigente prevăzute în Manualul de Licențiere al Federației Române de Fotbal pentru Liga I. La eveniment au fost prezente personalități de marcă, în frunte cu președintele FRF, Mircea Sandu. 
Tribuna oficială a fost renovată în totalitate și au fost optimizate funcțiunile din punctul de comandă. În 2008 a fost inaugurat sistemul electronic de ticketing și control-acces în stadion pe bază de turnicheți. Stadionul dispune de un sistem modern de sonorizare, de o tabelă de afișaj electronică ambientală, fiind reînnoit și sistemul de monitorizare video a spectatorilor, de supraveghere internă și externă. Lucrările la instalația de nocturnă au fost finalizate, fiind dată în folosință în 2009, la puterea de 1.400 lucși.
A fost refăcută suprafața de joc la terenul central, aceasta fiind de nivel european. Gazonul terenului central dispune de o instalație de irigat automatizată, de o instalație de încălzire modernă și de un drenaj conform standardelor în vigoare. Pentru pregătirea și întreținerea terenurilor, clubul Gloria dispune de cele mai moderne utilaje. La tribuna a 2-a au fost modernizate spațiile de sub tribună: vestiare, săli, spații de refacere, grupuri sanitare, sală de forță. Spațiile aferente mass-media au fost renovate, ziariștii dispunând de cele mai bune condiții de lucru, inclusiv acces la Internet wireless. 
Au fost amenajate spațiile de sub peluză, a fost realizată cantina pentru sportivi, dotată cu bucătărie, săli de mese, grupuri sanitare și toate dependințele necesare. Terenul 2 de pregătire a fost regazonat, fiind create condițiile realizării sistemului de iluminat. S-au efectuat lucrări de amenajare și la spațiile și dependințele din interiorul Complexului Sportiv, pentru ca toți bistrițenii să se poată mândri când intră pe porțile stadionului. 
Clubul Gloria își propune pe viitor să continue lucrările de refacere, modernizare și înfrumusețare, pentru a aduce Stadionul Municipal la cele mai înalte standarde, pentru a spori confortul spectatorilor și pentru a crea cele mai bune condiții tuturor celor prezenți la evenimentele sportive organizate pe această arenă.
În prezent, Stadionul Municipal Gloria, situat într-o oază de verdeață și liniște, lângă Parcul Municipiului Bistrița, are o capacitate de 7.800 de locuri și cuprinde tribuna oficială, tribuna 0, tribuna I (10 sectoare), tribuna a II-a (10 sectoare) și o peluză (4 sectoare). Masa presei este situată la tribuna a II-a, iar tribuna oficială și tribuna 0 despart tribuna I în două jumătăți a câte 5 sectoare.
Complexul Gloria dispune și de un microhotel, de terenuri de antrenament, precum și de teren cu gazon sintetic, iluminat.

## Palmares

### Național

#### Ligi
Liga 1
- Locul 3: 2002-2003

Liga II
- Campioană(1): 1989-1990
- Vicecampioană(8): 1976–77, 1978–79, 1980–81, 1981–82, 1983–84, 1984–85, 1987–88, 2011–12

Liga III
- Campioană(1): 1957–58, 1969–70, 1974–75
- Vicecampioană(1): 1964–65

#### Cupe
Cupa României
- Câștigătoare(1):1993-1994
- Finalistă(1): 1995–96

 Cupa Ligii
- Câștigătoare(1):1999-2000

 Supercupa României
- Finalistă(1): 1994

### European
- Cupa UEFA Intertoto
  - Finalistă(1): 2007

## Gloria Bistrița în cupele europene
1993-1994 - Cupa UEFA
Turul 1
Gloria Bistrița 
0-0
NK Maribor 
NK Maribor 
2-0
Gloria Bistrița 
1994-1995 - Cupa Cupelor UEFA
Turul 1
Gloria Bistrița 
2-1
Real Zaragoza 
Real Zaragoza 
4-0
Gloria Bistrița 
1996-1997 - Cupa Cupelor UEFA
Runda de calificare
Valletta 
1-2
Gloria Bistrița 
Gloria Bistrița 
2-1
Valletta 
Turul 1
Gloria Bistrița 
1-1
Fiorentina 
Fiorentina 
1-0
Gloria Bistrița 
1997 - Cupa UEFA Intertoto
Faza grupelor
Gloria Bistrița 
1-2
Montpeiller 
Čukarički Stankom 
3-2
Gloria Bistrița 
Gloria Bistrița 
2–1
Spartak Varna 
Groningen 
4-1
Gloria Bistrița 
2001 - Cupa UEFA Intertoto
Turul 1
Jazz 
1-0
Gloria Bistrița 
Gloria Bistrița 
2–1
Jazz 
2002 - Cupa UEFA Intertoto
Turul 1
Gloria Bistrița 
2–1
Union Luxembourg 
Union Luxembourg 
0-0
Gloria Bistrița 
Turul 2
Gloria Bistrița 
3–0
Teuta 
Teuta 
1-0
Gloria Bistrița 
Turul 3
Gloria Bistrița 
0-2
Lille 
Lille  
1-0
Gloria Bistrița 
2003 - Cupa UEFA Intertoto
Turul 1
Bangor City F.C.  
0-1
Gloria Bistrița 
Gloria Bistrița 
5-2
Bangor City F.C. 
Turul 2
Brescia Calcio 
2-1
Gloria Bistrița 
Gloria Bistrița 
1-1
Brescia Calcio 
2004 - Cupa UEFA Intertoto
Turul 1
FC Thun 
2-0
Gloria Bistrița 
Gloria Bistrița 
0-0
FC Thun 
2005 - Cupa UEFA Intertoto
Turul 1
Olympiakos Nicosia 
0-5
Gloria Bistrița 
Gloria Bistrița 
11–0
Olympiakos Nicosia 
Turul 2
NK Slaven Belupo 
3-2
Gloria Bistrița 
Gloria Bistrița 
0–1
NK Slaven Belupo 
2007 - Cupa UEFA Intertoto
Turul 1
Gloria Bistrița 
2-1
Grbalj 
Grbalj 
1-1
Gloria Bistrița 
Turul 2
Gloria Bistrița 
0–2
Maccabi Haifa 
Maccabi Haifa 
0-2
Gloria Bistrița 
Turul 3
Gloria Bistrița 
2–1
Atlético Madrid 
Atlético Madrid 
1-0
Gloria Bistrița 

## Recorduri în Liga 1
Recordurile echipei Gloria Bistrița în Liga I:
Cea mai categorică victorie
1990-1991: Gloria Bistrița - Rapid București    5-0(4-0)
1990-1991: Gloria Bistrița - Jiul Petroșani     5-0 (3-0)
1993-1994: Gloria Bistrița - Sportul Studențesc 5-0 (4-0)
1994-1995: Gloria Bistrița - FC Maramureș       6-1 (1-0)
1996-1997: Gloria Bistrița - Oțelul Galați      5-0 (3-0)
1997-1998: Jiul Petroșani - Gloria Bistrița     0-5 (0-2)
1998-1999: Gloria Bistrița - Foresta Suceava    5-0 (2-0)
2004-2005: Gloria Bistrița - Apulum Alba Iulia  6-1 (3-0)
Cea mai categorică victorie pe teren propriu
1990-1991: Gloria Bistrița - Rapid București      5-0 (4-0)
1990-1991: Gloria Bistrița - Jiul Petroșani       5-0 (3-0)
1993-1994: Gloria Bistrița - Sportul Studențesc   5-0 (4-0)
1994-1995: Gloria Bistrița - FC Maramureș         6-1 (1-0)
1996-1997: Gloria Bistrița - Oțelul Galați        5-0 (3-0)
1998-1999: Gloria Bistrița - Foresta Suceava      5-0 (2-0)
2004-2005: Gloria Bistrița - Apulum Alba Iulia    6-1 (3-0)
Cea mai categorică victorie în deplasare
1997-1998: Jiul Petroșani - Gloria Bistrița         0-5 (0-2)
Cea mai severă înfrângere
1993-1994: Progresul București  - Gloria Bistrița 6-0 (3-0)
2002-2003: UTA Arad - Gloria Bistrița             6-0 (4-0)
Cea mai severă înfrângere pe teren propriu
2004-2005: Gloria Bistrița - Sportul Studențesc  0-5 (0-0)
Cea mai severă înfrângere în deplasare
1993-1994: Progresul București - Gloria Bistrița 6-0 (3-0)
2002-2003: UTA Arad - Gloria Bistrița            6-0 (4-0)
Cele mai multe victorii obținute într-un sezon: 17 (1999/2000)
Cele mai multe remize într-un sezon: 9 (2007/2008)
Cele mai multe înfrângeri suferite într-un sezon: 18 (2008/2009)
Cele mai multe victorii consecutive: 5  (10.06.1995-19.08.1995)
Cel mai lung șir de meciuri fără înfrângere:  7 (22.03.1997-03.05.1997)
Golgheteri
Cristian Coroian - 58/12 din penalty
Ilie Lazăr - 52/6
Daniel Iftodi - 38/8
Sandu Negrean - 35/5
Dănuț Matei - 32/0
Simion Mironaș - 32/13
Ionel Ganea - 16/17

## Jucători notabili
| România - Danuț Matei - Răzvan Pădurețu - Cosmin Tilincă - Alin Rus - Gavril Balint - Viorel Moldovan - Dorel Zegrean - Ciprian Tătărușanu - Alin Minteuan - László Sepsi - Sergiu Mândrean - Lucian Sânmărtean - Costel Câmpeanu - Gheorghe Cornea - Cristian Tudor - Cristian Vlad - Cristian Zmoleanu - Gheorghe Paul Gaborean - Ionel Dinu - Marius Gabriel Cincă - Ionel Ganea | România - Florin Tene - Nicolae Manea - Nicolae Soare - Florin Manea - Iosif Szijj - Ilie Lazăr - Ionel Dinu - Mihai Tararache - Cristian Silvășan - Sergiu Costin - Dorel Zaharia - Vasile Jula - Ioan Ganea - Adrian Falub - Dumitru Tărțău - Mihail Majearu - Mircea Dumitriu - Cristian Gheorghe - Gabriel Caramarin - Marian Aliuță | România - Alexandru Petre Buzoiu - Aurelian Somotecan - Alin Chibulcutean - Marius Diță - Ovidiu Maier - Constantin Schumacher - Emilian Hulubei - Sabin Pâglișan - Ion Bistrițeanu - Cristian Suru - Dorin Tuturaș - Liviu Zahariuc - Miroslav Giuchici - Sandu Borș - Vasile Prodan - Ovidiu Tinis - Romeo Pădureț - Dănuț Voicila - Gigi Gorga - Giani Gorga | România - Sorin Iodi - Cristian Ciubotariu - Mircea Rus - Szabolcs Szekely - Adrian Anca - Adrian Dulcea - Mihai Antal - Iulian Arhire - Ștefan Odoroabă - Dan Andrei Predică - Alexandru Păcurar - Laurențiu Aștilean Străini - Arman Karamyan - Júnior Moraes - Henri Siqueira - Blagoja Todorovski - Diogo - João Pedro - Souleymane Keita |

## Antrenori
- Remus Vlad (1990–92)
- Constantin Cârstea (1992–93)
- Remus Vlad (1994)
- Constantin Cârstea (1994–96)
- Remus Vlad (1996–97)
- Constantin Cârstea (1997–02)
- Remus Vlad (2002–04)
- Constantin Cârstea (2004–05)
- Ioan Sabău (July 2005 – June 2009)
- Sandu Tăbârcă (July 2009 – Oct 09)
- Florin Halagian (Oct 2009)
- Marian Pană (Oct 2009 – Dec 09)
- Marius Șumudică (Jan 2010 – May 10)
- Laurențiu Reghecampf (June 2010 – Oct 10)
- Nicolae Manea (Oct 2010 – June 2013)
- Sandu Negrean & Cristian Coroian (June 2013 – June 2014)
- Valer Săsărman & Dorel Zegrean (June 2014 – August 2015)